# Darwinia diosmoides
Darwinia diosmoides är en myrtenväxtart som först beskrevs av Dc., och fick sitt nu gällande namn av George Bentham. Darwinia diosmoides ingår i släktet Darwinia och familjen myrtenväxter. Inga underarter finns listade i Catalogue of Life.